# ДН-200

ДН-200 — двухтактный авиационный дизельный двигатель с водяным охлаждением и турбонаддувом. Разработан на предприятии ОАО «Рыбинские моторы» под руководством А. С. Новикова. Предназначен для установки на самолёты авиации общего назначения, такие как Як-112, А-25 «Бриз». Может использоваться в качестве наземной энергетической установки и на водном транспорте.
В 1991 г. испытывалась одноцилиндровая экспериментальная установка.

## Конструкция
ДН-200 представляет собой двухтактный трехцилиндровый дизельный двигатель жидкостного охлаждения, выполненный по схеме с противоположно-движущимися поршнями. Система управления электронная, что являлось прогрессивным фактором на момент создания  двигателя.
Применение двухтактного цикла работы двигателя, схемы с противоположно-движущимися поршнями, частоты вращения коленчатых валов на уровне бензиновых двигателей дало возможность получить хорошие габаритно-массовые  характеристики двигателя, которые оценивались на уровне зарубежных аналогов в данном классе.
Ранее под руководством А.Д. Чаромского по подобной схеме был создан танковый двигатель 5ТД(Ф) для Т-64, который имел впечатляющие габаритно-массовые характеристики.

## Основные характеристики
- 3-цилиндровый двухтактный дизельный двигатель жидкостного охлаждения с противоположно движущимися поршнями в горизонтально расположенных цилиндрах;
- объём 1,758 л;
- мощность 160/200 л.с.
- вес 165 кг.

## Модификации
Изначально предполагалось, что ДН-200 будет базовым двигателем для разработки семейства моторов  в классе мощности от 150 до 350 л.с.